# Торово
Торово (словен. Torovo) — поселення в общині Водиці, Осреднєсловенський регіон, Словенія. 
Висота над рівнем моря: 342,3 м.